# Remy Ryan
Remy Ryan, talvotla accreditata come Remi Ryan, all'anagrafe Remy Ryan Hernandez (Los Angeles, 24 gennaio 1984), è un'attrice statunitense.

## Biografia
Comincia la carriera di attrice da bambina, prendendo parte a numerosi spot pubblicitari. In seguito si fa conoscere grazie al ruolo di Nikko, nel film di fantascienza del 1993 RoboCop 3, che le vale una candidatura agli Young Artist Award del 1994 nella categoria miglior attrice in un film cinematografico. In seguito interpreta diversi ruoli in film e serie televisive, tra cui: Il mio amico zampalesta, La bella e la bestia, Flash, E.R. - Medici in prima linea, Un raggio di luna per Dorothy Jane e Medium. Nel 2012 produce e interpreta il film horror Opious.

## Vita privata
Il fratello Sean Ryan Hernandez è un ex membro del gruppo heavy metal Vertigo che ha composto un brano per il film del 2005, Little Athens. Anche il fratello Eddie è un musicista. La sorella Sheila Ryan (nota come Sheila Lange) è una produttrice di film indipendenti.

## Filmografia

### Attrice

#### Cinema
- RoboCop 3, regia di Fred Dekker (1993)
- The Secret Life of Houses, regia di Adrian Velicescu (1994)
- Il mio amico zampalesta (Monkey Trouble), regia di Franco Amurri (1994)
- Eva, sette tonnellate di guai (Ava's Magical Adventure), regia di Patrick Dempsey e Rocky Parker (1994)
- Open Window, regia di Mia Goldman (2006)
- Ways of the Flesh, regia di Dennis Cooper (2006)
- Food Stamps, regia di Alfredo Ramos (2010)
- Welcome to Our World, regia di Alfredo Ramos (2021)

#### Televisione
- La bella e la bestia (Beauty and the Beast) – serie TV, episodio 2x09 (1989)
- Children of the Bride, regia di Jonathan Sanger – film TV (1990)
- American Dreamer - serie TV, episodio 1x04 (1990)
- Fine Things, regia di Tom Moore – film TV (1990)
- Flash – serie TV, episodio 1x06 (1990)
- Un raggio di luna per Dorothy Jane (The Torkelsons) – serie TV, episodio 1x08 (1991)
- Un medico tra gli orsi (Northern Exposure) – serie TV, episodio 3x09 (1991)
- Un professore alle elementari (Drexell's Class) - serie TV, episodio 1x12 (1991)
- Mann & Machine – serie TV, episodio 1x07 (1992)
- The Practice - Professione avvocati (The Practice) – serie TV, episodio 8x10 (2003)
- E.R. - Medici in prima linea (ER) – serie TV, episodio 11x09 (2004)
- Medium – serie TV, episodio 1x01 (2005)
- The Lost Room – miniserie TV, episodio 1x03 (2006)
- The Shield - serie TV, episodio 7x13 (2008)

### Doppiatrice
- Toto Lost in New York, regia di Stephen J. Anderson e Thomas E. Decker - direct-to-video (1996) - Angie
- Underground Adventure, regia di Stephen J. Anderson, Bert Ring e Rhoydon Shishido - direct-to-video (1997) - Harriet

## Riconoscimenti
- Young Artist Award
  - 1994 – Candidatura come miglior attrice in un film cinematografico per Robocop 3